# Walter Breedveld
Walter Breedveld, pseudoniem van Petrus Martinus Franciscus (Piet) van den Bogaert ('s-Hertogenbosch, 25 juli 1901 - Tilburg, 18 december 1977), was een Nederlands (streek)romanschrijver afkomstig uit Noord-Brabant, waar ook veel van zijn romans gesitueerd zijn. Een aantal van zijn boeken zijn vertaald in het Duits en Pools.

## Leven en werk
Breedveld (Piet van den Bogaert) werd geboren als zoon van een koekbakker. Zijn ouders waren Leonardus van den Bogaert en Elisabeth Wilhelmina Henrica Goossens. Aanvankelijk schreef hij onder het pseudoniem Reinier de Muntel, maar na zijn debuutroman De avond van Rogier de Kortenaer werd dit al snel -op advies van zijn uitgever- gewijzigd in Walter Breedveld.
Breedveld schreef naast ongeveer 30 romans ook een aantal essays. De thema's die regelmatig in zijn boeken terugkwamen waren de strijd tussen recht en onrecht en zijn overtuiging dat de mens van nature geneigd is tot het goede. Daarnaast schreef hij in de jaren 1959 en '60 meer dan vijftig portretten van Brabantse kunstenaars die hij interviewde voor het regionale dagblad De Gelderlander. Daaronder waren bekende namen zoals Antoon Coolen, Mathias Kemp  e.v.a.

## Privé
Breedveld trouwde op 16 april 1928 met Helena Antonia Christina de Kort. Hij werd vader van negen kinderen: drie zonen en zes dochters.
Breedveld overleed op 76-jarige leeftijd en werd bijgezet op de katholieke Begraafplaats Binnenstad te Tilburg.

## Waardering
- In 1954 werd hem de Literaire Prijs van de Groot-Kempische cultuurdagen toegekend in Hilvarenbeek.
- 's-Hertogenbosch vereerde hem met de Jeroen Boschpenning.